# رفراف بورو القزم
رفراف بورو القزم (الاسم العلمي Ceyx cajeli)، نوع من مخيط الماء وفصيلة رفرافيات. موطنه جزيرة بورو الإندونيسية.